# Gilberto da Borgonha
Gilberto da Borgonha, também conhecido como Gilberto de Chalon (em francês:  Gilbert de Chalon; 900 - Paris, 8 de abril de 956) foi conde de Chalon, de Autun, de Beaune, de Troyes, de Avallon, de Dijon, e conde da Borgonha.

## Biografia
Foi Tenente-chefe do duque de Borgonha, Hugo, o Negro (? - 17 de dezembro de 952), conseguindo dele os seus diferentes territórios datados como condados, mas sem ser reconhecido duque de Borgonha. Mantém-se distante das lutas de poder entre o carolíngios e a Dinastía Robertina, mas teve de aceitar a suserania do duque e conde Hugo, o Grande (895 — 19 de Junho de 956), duque dos francos e conde de Paris.

## Relações familiares
Foi filho do conde Manassés II de Chalon e de Ermengarde de Provença, tida como filha do rei Bosão V da Provença (c. 844 - 11 de janeiro de 887) e de Irmengarda de Itália (852 - 22 de junho de 896). Casou com Ermengarda da Borgonha filha de Ricardo II da Borgonha (858 - 921) e de Adelaide da Borgonha, sendo que Ricardo II foi o irmão do rei Bosão V da Provença e pai de Hugh Negro.
Foi pai de:
1. Luitgarda da Borgonha, casada com Otão de França (945 - 23 de fevereiro de 965), duque da Baixa Borgonha que sucedeu Gilberto como duque de Borgonha.
2. Adelaide ou Wera Chalon (c. 928 ou 930 - C. 987), casada com Roberto I de Vermandois  (c. 932 - 966), conde de Meaux.